# Porthidium porrasi
Porthidium porrasi là một loài rắn trong họ Rắn lục. Loài này được Lamar mô tả khoa học đầu tiên năm 2003.